# Ebba Breda
Ebba Maria Kirstine Breda (2. december 1893 i Rynkeby – 27. juni 1950 på Lille Frederikslund i Holte) var en dansk malerinde.
Hun er beskrevet som "en dygtig amatørmaler".
Hendes søster, Aase Breda (1895-1986), ønskede et særskilt museum oprettet til hende.
Det skulle være på deres ejendom Lille Frederikslund i Holte.
Aase Breda oprettede fonden Breda Fonden - Fonden for malerinden Ebba Breda's kunst til formålet, men da Aase Breda døde valgte fonden at rive huset ned og lade Ebba Breda's kunst indgå i Gammel Holtegaards samling.
I december 1993 foranstaltede fonden en udstilling på Gammel Holtegaard af Ebba Breda's værker.
I den forbindelse blev Kunstnerdrømme udgivet, — en bog om Ebba Breda forfattet af Dorthe Falcon Møller.